# Imam
Pour les articles homonymes, voir Imam (homonymie).
 (juin 2015).

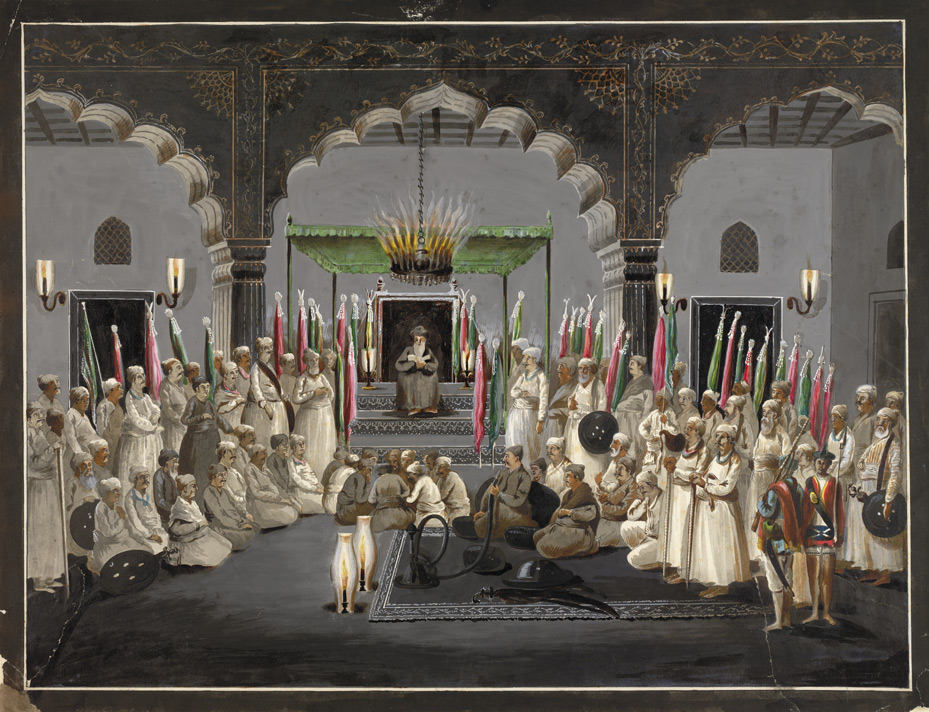
Un imam lit des versets coraniques après l'Isha' (prières nocturnes) dans l'Empire moghol, 1795.

Un imam (arabe : imām, إمام, persan : emām, امام, guide religieux des musulmans, celui qui est devant) est une personne, guide religieux dirigeant la prière en commun. C'est de préférence une personne qui doit être instruite (arabe : عُلَّامة [Ullamah]) en ce qui concerne les rites et la pratique au quotidien de l'islam.
Pour les chiites, venant d'une tradition de succession familiale du prophète Muḥammad, l'imam est le guide spirituel successeur du prophète de la communauté islamique. Chez les duodécimains, il y a 12 imam descendants du prophète par Ali ibn Abi Talib le premier est Ali ibn Abi Talib le deuxième l'imam Al-Hussayn ibn Ali et le 12e l'imam Al-Mahdi.
Dans le cadre du sunnisme, on peut comparer la fonction d'imam à celle du pasteur ou du prédicateur protestant. En effet, l'imam ne fait pas partie d'une structure hiérarchique : il est désigné par la communauté elle-même et ne prétend à aucun lien privilégié avec Dieu. Il peut être licencié s'il n'accomplit pas sa mission.

## Nomination en France
Lorsque des fidèles veulent prier ensemble, ils désignent un imam parmi eux pour diriger la prière. Un hadith mentionne les critères à prendre en compte : le premier critère doit être celui qui maîtrise le plus le Coran et le dernier critère à prendre en compte est l'âge. En général, dans chaque mosquée, il y a un imam permanent qui officie et qui donne les sermons (khutba) du vendredi, faute de quoi un simple musulman peut devenir imam le temps d'une prière.
Toutefois, pour la France, la situation des imams diffère selon les pays d'origine. En Turquie, les imams, y compris ceux envoyés à l'étranger, en France notamment, sont soit des fonctionnaires de l'État, soit des personnes affiliées à un réseau d'imams. Les imams présents dans les mosquées marocaines de France peuvent eux être soit affiliés à MF, soit indépendants. Ceux provenant d'Algérie sont désignés par leur gouvernement. Par conséquent, les imams officiant en France ne sont pas nommés par une communauté musulmane française, ni par une autorité religieuse française.
En 2005, 80 % des imams officiant en France étaient des étrangers (30 % étaient marocains, 20 % algériens, un peu moins de 15 % turcs) tandis que 20 % étaient, pour l’essentiel, des Français naturalisés. Le Monde indique en 2016 que les imams exerçant en France « sont étrangers pour la plupart (seuls 20 % à 30 % des imams auraient la nationalité française), le plus souvent issus de la même communauté d’origine que celle de la mosquée à laquelle ils sont rattachés ». Selon un rapport sénatorial de 2016, on compte, sur environ 2 500 lieux de culte musulman en France, 800 imams bénévoles (travaillant généralement par ailleurs) et 301 payés par des États étrangers.

## Imams sunnites
Un certain nombre de personnages éminents portent le titre d'imam dans le sunnisme :
- Les quatre fondateurs des grandes écoles juridiques (madhhab).
- Les grands experts de la jurisprudence religieuse (fiqh) ;
- Les principaux auteurs de recueils de hadiths ;
- Les gens de la Maison (Ahl al-Bayt) ;

À ce titre ʿAlī porte le titre d'imam aussi bien pour les chiites que pour les sunnites, cependant le contenu de ce titre n'est pas le même.
Ibn Khaldûn considère qu'au départ la notion de califat et d'imamat se confondaient :
« Le calife est le substitut du Législateur pour la garde de la religion et le gouvernement des affaires d’ici-bas sur un fondement religieux. C’est pourquoi on appelle cette fonction  “califat” ou “imamat”. »
Si bien que, dans les traités de théologie sunnite, lorsque l'auteur parle d'imâmat, il est question en fait du califat, donc de politique. Ibn Khaldûn insiste ensuite sur la nécessité de l'existence d'un imam. Il s'appuie sur le Sahih Muslim et arrive à conclure que l'imam doit satisfaire à quatre conditions plus une cinquième qui est selon lui discutée :
1. Avoir le savoir ;
2. Être intègre ;
3. Avoir les compétences requises, par exemple la hardiesse d’appliquer les peines requise ;
4. Être exempt de tout défaut physique ou maladie affectant ses sens ;
5. Être de descendance Quraychite[12] ;

D'après le sahîh de Muslim, il ne peut pas y avoir deux imams/califes simultanément. Ibn Khaldûn cite le cas d'`Abd ar-Rahmān III an-Nāsir, omeyyade de Cordoue proclamé calife en même temps que l'abbasside Al-Muqtadir en 929, et justifie cette situation ainsi :
« Quand il y a de grandes distances, ou que l’imam ne peut pas contrôler des régions lointaines, il est permis de nommer un autre imam dans ces régions pour prendre soin des intérêts publics. »

### Imamat féminin
Le théologien, philosophe, poète et juriste soufi Ibn Arabi a accepté l'imamat des femmes pour diriger la prière mixte car : 

« La perfection de l’âme humaine est accessible aux deux sexes et le prophète a attesté que certaines femmes ont atteint la réalisation spirituelle comme il l’a attesté pour certains hommes. »

Il n'y a pas de verset dans le Coran interdisant à une femme d'être imame et de diriger la prière comme, selon l'imame soufie Kahina Bahloul, il n'y a pas consensus ('ijmâ') sur le fait que l'imamat soit réservé aux seuls hommes,.[source insuffisante] Kahina Bahloul cite les hadîth no 591 et 592 au sujet d'Oumm Waraka, rapportés dans plusieurs recueils de hadîth tels les Sunan de Bayhaqî, les Sunan de Abû Dâwud, le livre d’explication des Sunan de Abu Dâwud, le Musnad de Ibn Hanbal, mentionnent qu'Oumm Waraka, contemporaine du Prophète, lui a demandé de désigner un muezzin, ce qu'il a fait tout en l'autorisant à diriger la prière d'une assemblée mixte dans sa maison. En désignant un muezzin, le Prophète a rendu possible l'appel des fidèles au-delà de la maison même d'Oumm Waraka et où vivaient également deux esclaves - un homme (ghulâm) et une femme (jâriyya) - ainsi que l'utilisation de cette maison comme deuxième mosquée de Médine après celle qu'il avait créée. Selon Muhammad Hamidullah, « Oum Waraqa bint Abdallah, une femme des Anṣār, a été désignée par le prophète pour guider la prière en tant qu’imam de la mosquée de son quartier (...) Il s’était fait ressentir à Médine le besoin de créer une deuxième mosquée. Cela peut être expliqué par le fait que les maisons de certains habitants de Médine, les ’Anṣār était trop éloignées de celle du prophète qui servait aussi de mosquée aux croyants. Certains d’entre eux ont voulu se rapprocher de la maison du prophète et habiter près de lui, entreprise sur laquelle le prophète les a dissuadés »,.
En Algérie, leur instauration voit le jour après la guerre civile des années 1990 entre islamistes et autorités politiques, qui a causé au moins 200 000 morts. La première imame est recrutée en 1993. Les imames sont nommées par le ministère des Affaires religieuses et doivent posséder au moins une licence en sciences islamiques, tout comme connaître parfaitement le Coran.
Aux États-Unis, en mars 2005, Amina Wadud avait fait sensation, en dirigeant la prière du vendredi, le salat, devant une assemblée mixte, contestant ainsi la fonction exclusivement masculine de l'imam.
En Italie, Naïma Gohani, une femme d’origine marocaine, dirige une prière mixte dans la mosquée de Colle Val d’Elsa, près de Sienne, en Toscane.
Au Maroc, 50 femmes ont été nommées imames mourchidates (conseillères) en avril 2006, mais ces femmes n'ont pas le droit de diriger la prière.
En France, en 2019, Kahina Bahloul, Eva Janadin et Anne-Sophie Monsinay, toutes trois d'inspiration soufie, deviennent les premières imames de France. Kahina Bahloul initie, avec le mutazilite Faker Korchane, le projet de mosquée Fatima,. Eva Janadin et Ann-Sophie Monsinay fondent la mosquée Sîmorgh,.
Il existe également des femmes imames en Allemagne, au Danemark (comme Sherin Khankan qui fonda la première mosquée du pays réservée aux femmes), au Canada et en Afrique du Sud.
Pour la grande majorité des musulmans, toutefois, une femme ne peut pas diriger une prière mixte. Pour l'école juridique malikite, une femme ne peut en aucun cas diriger la prière ; pour les écoles hanafite, shafiite et hanbalite, elle peut être imam des femmes.

### Quelques personnages portant le titre d'imam
| Madhhab (école de jurisprudence) | ʿAqīda (Dogme)          | Science des hadiths  | Ahl al-Bayt          |
| -------------------------------- | ----------------------- | -------------------- | -------------------- |
| Abû Hanifa al-Nu'mân ben Thabit  | Al-Ach'ariy             | Al-Bukharî           | ʿAlī                 |
| Mâlik Ibn Anas                   | Abul Mansûr Al Mâturîdî | Muslim ben al-Hajjaj | Husayn ben `Alî      |
| Ach-Châfi`î                      |                         | Fakhr ad-Dîn ar-Râzî | `Alî Zayn al-`Âbidîn |
| Ahmad Ibn Hanbal                 |                         | Abû Dawûd            | Ja`far as-Sâdiq      |

## Imamologie chiite
Le chiisme originel était composé des compagnons qui estimaient que l'imam `Alî, gendre et cousin de Mahomet, avait été choisi, par lui et par une désignation divine, pour lui succéder. Dès la deuxième moitié du premier siècle de l'Hégire, cette précellence de l'imam Alî est devenue un élément fondamental du chiisme et elle est au cœur de leur principe de foi. Pour les chiites, cette désignation est explicite (nass-jalî) : l'imam Alî est l'héritier testamentaire ou légataire (Wasî) de Mahomet. La mission prophétique a transmis une pédagogie religieuse pour l'humanité entière selon le dessein divin mais elle ne peut se réaliser entièrement durant sa vie humaine. La prophétie en tant que message révélé (Risâla) a pris la forme d'un livre, le Coran, mais le lien (Imamat) qui lie les êtres humains à Dieu se poursuit et se poursuivra jusqu'à la fin des temps. Pour ce faire, l'humanité a besoin d'un Guide spirituel (imam) pour transmettre l'exégèse spirituelle du Coran et actualiser le message prophétique selon les conditions de l'époque. Les chiites vont mettre de l'importance sur la bivalence du Coran : l'exotérique (zâhir) et l'ésotérique (bâtin). La connaissance exotérique est donnée à toutes les personnes sans exception alors que l'ésotérique n'est accordée qu'aux initiés. L'imam est le continuateur de la pédagogie prophétique. L'imam détient sa connaissance (`ilm) directement par illumination divine.

« Si pour les sunnites l'Imamat, en tant que pure succession politique, n'est qu'une affaire de détail juridique, pour les chiites elle est la pierre angulaire de la religion. Sans imam, la religion serait comme un corps sans colonne vertébrale, ou mieux, un corps sans âme. Une affaire de cette importance ne saurait être laissée à la délibération des musulmans. La désignation explicite de l'imam est beaucoup plus importante que la totalité du rituel. Les chiites considèrent que le Prophète, après la conquête de la Mecque, a explicitement désigné Alî, près du ruisseau de Khumm, comme son successeur et son exécuteur testamentaire (Wasî). Les grands compagnons, comme Abou Bakr, Omar ibn al-Khattab et `Uthman ben Affan (les trois premiers Califes bien guidés) ne pouvaient ignorer ce testament. Ils ont ainsi enfreint l'ordre prophétique. »

Pour les chiites, la lignée doit passer impérativement par les enfants de Fatima, seuls détenteurs de cette lumière (Nûr) divine héritée de Mahomet. Un point majeur dans l'imamologie est l'infaillibilité (`Isma) de l'imam qui n'apparaîtra que beaucoup plus tard dans la littérature chiite. Pour les chiites la « guidance » spirituelle de l'imam ne saurait être assurée sans le lien direct avec Dieu. L'imam détient le savoir ésotérique (bâtin), la vérité absolue. Il ne saurait se tromper et il est infaillible tout comme Mahomet. Ainsi les maximes de l'imam ont des préceptes à suivre : ils complètent et commentent le Coran et la sunna de Mahomet, en confirmant ce qui est licite et illicite. Les imams n'enseignent rien qui serait contraire à l'esprit du Coran ou de la Sunna.

« D'ailleurs les différences entre les quatre madhhab du fiqh sunnite et celle des Ahl al-Bayt sont souvent minimes. […] Il faut croire que les chiites ont trouvé dans ces divergences apparentes une grande richesse. Ils y ont vu une raison majeure pour ne pas clôturer la porte de l'Ijtihad contrairement aux sunnites. »

— Zyed Krichen, « La grande histoire des Chiites (suite et fin)- VII — Le Chiisme duodécimain : une religion à part ? ».

### Disparition de l'imam
Certains groupes chiites devant la disparition de leur imam sans laisser de descendance, comme les duodécimains, ont utilisé la notion d'occultation (ghayba).
Seuls les nizâriens ont un imam vivant (Agâ Khân V) qui s'occupe de sa communauté ismaélienne.

### Succession des imams chiites
- Les numéros sont ceux de l'ordre de succession, ceux en chiffres romains pour les duodécimains et chiffres arabes pour les ismaéliens musta`liens. Pour la liste des imams nizâriens voir l'article ismaélisme.
- Les dates sont celles du règne

## Journée nationale de l'Imam
En Algérie, le 15 septembre est décrété journée nationale de l'Imam depuis 2021.